# Kota Jawa (Bengkunat Belimbing)
Kota Jawa is een bestuurslaag in het regentschap Lampung Barat van de provincie Lampung, Indonesië. Kota Jawa telt 2056 inwoners (volkstelling 2010).